# 赤色労働組合インターナショナル
赤色労働組合インターナショナル（ロシア語: Красный интернационал профсоюзов ドイツ語: Die Rote Gewerkschaftsinternationale 英語: The Red International of Labour Unions,　通称・プロフィンテルン Profintern ）は、1921年にコミンテルンの後援のもとに創設された国際組織。

## 略史・概説
1920年7月に開かれたコミンテルン第2回大会において、ソビエト・ロシア、イタリア、スペイン、ブルガリア・ユーゴスラビア代表団がアムステルダム・インターナショナルと異なった革命的な労働組合の国際組織を結成することを宣言し、社会主義革命とプロレタリア独裁の樹立を目標とすると定めた。800万の組織労働者を代表して発言すると称して、国際労働組合評議会（メジソヴプロフ）の創設を決定した。その主要な機能は「赤色労働組合の国際大会」を組織することだった。ソロモン・ロゾフスキーが新評議会の議長となり、トム・マンとロスメルが副議長となった。この評議会は活動や権威の点で最初から、コミンテルン執行委員会に依存していた。各国の労働組合を国際労働組合連盟（アムステルダム・インターナショナル、本部はアムステルダム）から切り離すために、さまざまな国に「宣伝局」を設けたため、アムステルダムよりもモスクワへの忠誠をうながし、世界の労働組合を分裂させようとしているという非難が、特にイギリス・ドイツで起こった。
1921年7月3日にプロフィンテルン創立大会がモスクワで開かれ（7月19日まで）、41ヵ国から380人の代議員が集まり、全世界の労働組合員総数4000万人のうち1700万を代表すると称した。そこで「黄色アムステルダム・インターナショナルの曖昧なブルジョア的綱領に明確な革命的行動綱領を対置すること」がプロフィンテルンの任務であると宣言された。プロフィンテルンはコミンテルンや第三インターナショナルと緊密な結びつきを保つべきだという基本姿勢も確認された。大会には日本・中国・朝鮮・インドネシアからの代議員も出席し、「近東および極東の労働者」にプロフィンテルンへの加盟をうながしており、ヨーロッパの労働者にもっぱら限られていたアムステルダムとの差異を見せた。1927年、漢口に会議を開き、上海に極東支部の太平洋労働組合書記局を設立した。
1922年11月の第2回大会では、アムステルダム・インターナショナルとの「統一戦線」というプロフィンテルンからの呼びかけがともに無視されたことを記録し、ヨーロッパでのプロフィンテルンの組織は後退しつつあるが、極東での宣伝活動が重要になりかけていることを明らかにした。
しかしこれ以後、プロフィンテルンは改良主義的組合との妥協を許さない戦いを推し進めていくことによって、かえって「大衆的基盤を喪失」してしまい、1930年8月15-30日に開かれた第5回大会でロゾフスキーは新しい赤色組合の性格やそれを実現するための条件を規定することができず、1928年第4回大会のスローガン「工場の中へ！職場の中へ！大衆へ！」を繰り返すほかなかった。コミンテルンと共同で発せられた日本共産党への指示は31年テーゼと呼ばれたが、何らの成果も生まず、日本の現状認識を誤ったものとされてすぐに廃棄された。全ヨーロッパの組合や大衆の中で、プロフィンテルンは不満を持った失業者しか集められない少数派にすぎなかった。プロフィンテルンはいままで戦っていたアムステルダム・インターナショナルとの「統一戦線」という政策転換を行おうとするが、1935年7月のコミンテルン第7回大会で、「労働組合内部での広範な活動」つまり多数派との妥協へと早急に移行しなかったという批判を受け、「大衆組織」をつくることに失敗したことが明らかとなり、1937年12月30日に実質的に活動を停止し、コミンテルンの人民戦線戦術への転換に伴い1938年解散を宣言、1943年にコミンテルンとともに正式に解散した。
セクト主義の弱点はありながらも、「アジア、アフリカ、ラテン・アメリカなどの植民地・反植民地の労働組合運動の発展、組合組織の職業別組織から産業別組織への歴史的転換、ストライキや失業反対闘争における新たな戦術の展開などを促進することによって、世界の労働組合運動の発展に貢献した」との評価がある。
機関誌は『赤色労働組合インターナショナル』。
日本からは日本労働組合評議会（評議会）が連絡をもち、日本労働組合全国協議会（全協）が加盟。「日本における革命的労働組合運動の任務」を決議した第5回大会には、大井昌、児玉静子、風間丈吉、紺野与次郎、飯島喜美、蔵原惟人、白川芳松、南厳が出席している。蔵原は、この大会での労働組合の文化活動に対する提案を、帰国後日本プロレタリア文化連盟（コップ）の創立の際の理論づけに援用した。
　　